# 에밀리마모셋
에밀리마모셋 (Mico emiliae)은 신세계원숭이에 속하는 마모셋 원숭이의 일종이다. 브라질의 파라 주와 마투그로수 주에서만 발견된다.